# Fiat Croma
Fiat Croma (укр. Фіат Крома) — автомобіль середнього класу італійського автоконцерну Fiat. 

## Перше покоління

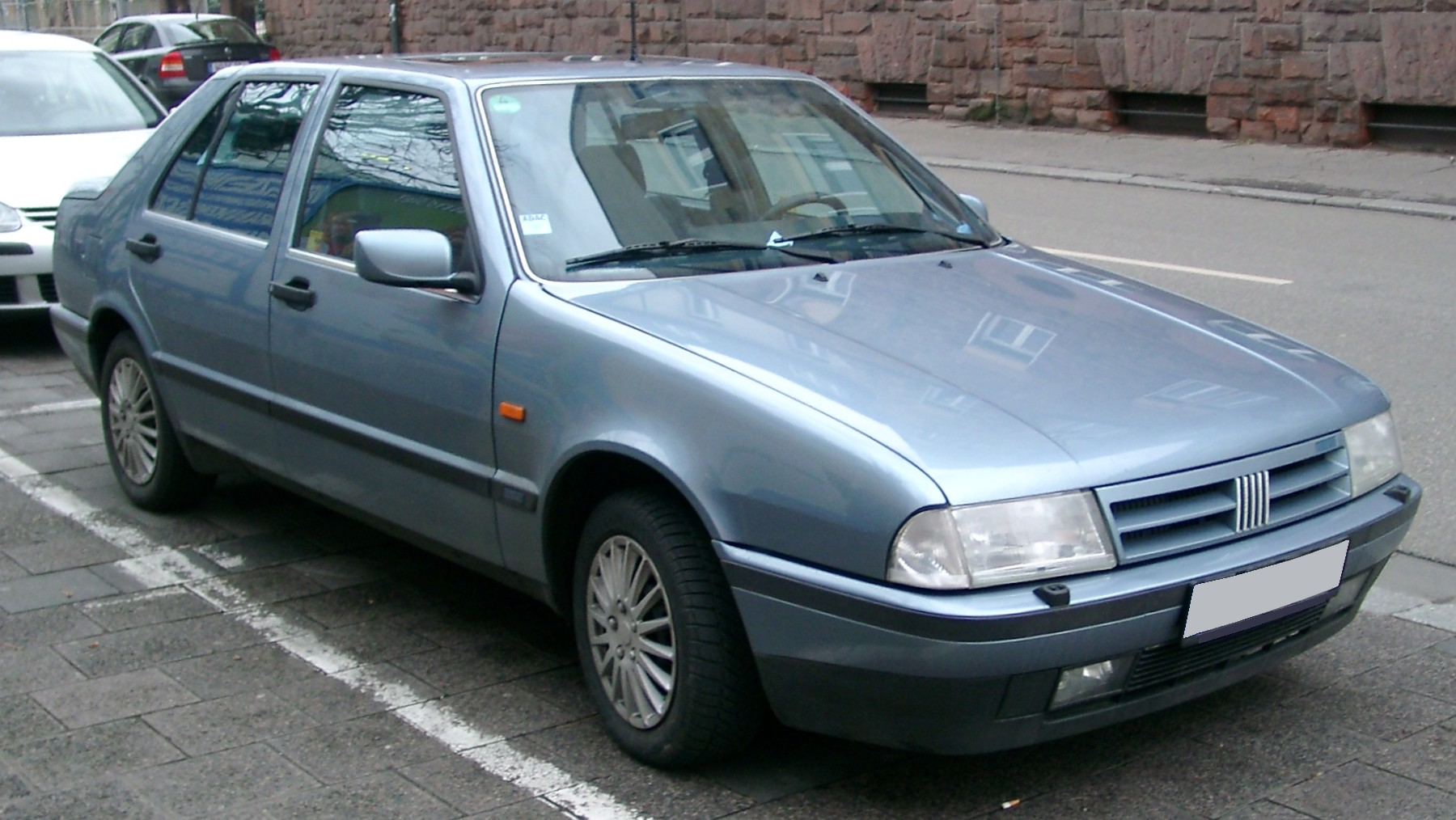
Fiat Croma І (1991-1996)

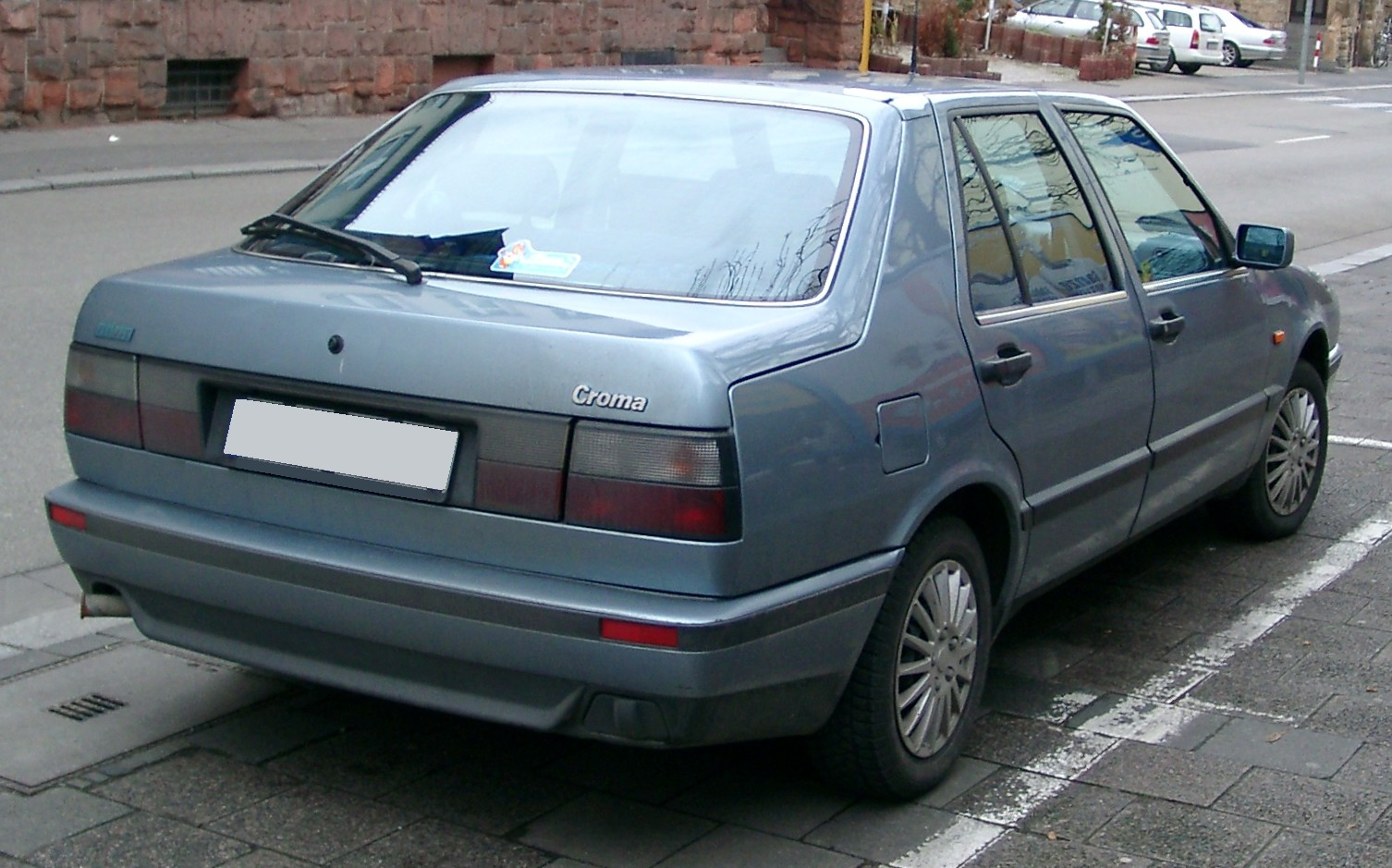

Fiat Croma був вперше представлений публіці в грудні 1985 року.  Перше покоління випускалося з 1986 по 1996 рік. Автомобіль був побудований на одній платформі (Type 154) з Lancia Thema, Saab 9000 і Alfa Romeo 164. Fiat Croma це пятидверний ліфтбек, дизайн якого був розроблений Джорджетте Джуджаро (Giorgetto Giugiaro) з компанії Italdesign. Цей автомобіль продавався в сегменті великих сімейних автомобілів і був першим великим передньопривідним автомобілем з поперечним розташуванням двигуна в лінійці Fiat того часу. На конвейері він замінив Fiat Argenta. 
Перша модерізація пройшла в 1988 році.
В 1991 році модель модернізували, зміни торкнулися передніх та задніх фар, бамперів, решітки радіатору, передніх крил та капоту. 
Також у 1991 році дизельний двигун із прямим уприскуванням був оснащений турбокомпресором із змінною геометрією («VNT»).
Автомобіль випускався в різноманітних комплектаціях. Досить непоганим було оснащення: електричні склопідйомники, гідропідсилювач керма, шкіряний салон, кондиціонер з клімат контролем, бортовий комп'ютер. Кузов мав оцинковане покриття стійке до корозії. 
У 1996 році випуск Fiat Croma був припинений. Перше покоління розійшлося по світу тиражем в 438 000 екземплярів. Незважаючи на гідну конкуренцію в своєму класі, перше покоління автомобіля Fiat Croma не викликало належної уваги у споживачів. 

### Двигуни
| Модель             | Робочий об'єм [см³] | Тип двигуна | Система живлення | Потужність [к.с.] при об/хв | Крутний момент [Нм] при об/хв | Розгін 0-100 км/год [с] | Макс. швидкість [км/год] |            |            |
| Бензинові:         | Бензинові:          | Бензинові:  | Бензинові:       | Бензинові:                  | Бензинові:                    | Бензинові:              | Бензинові:               | Бензинові: | Бензинові: |
| ------------------ | ------------------- | ----------- | ---------------- | --------------------------- | ----------------------------- | ----------------------- | ------------------------ | ---------- | ---------- |
| 1.6                | 1585                | І4          | Атмосферний      | 83 (61)/5600                | 128/2800                      | 14                      | 170                      |            |            |
| 2.0 CHT            | 1995                | І4          | Атмосферний      | 90 (66)/5500                | 169/2800                      | 11,8                    | 182                      |            |            |
| 2.0 CHT            | 1995                | І4          | Атмосферний      | 101 (74)/5250               | 172/2750                      | 11,7                    | 183                      |            |            |
| 2.0 i.e.           | 1995                | І4          | Атмосферний      | 113 (83)/b.d.               | b.d.                          | b.d.                    | b.d.                     |            |            |
| 2.0 i.e. KAT       | 1995                | І4          | Атмосферний      | 116 (85)/5600               | 157/4000                      | 10,4                    | 191                      |            |            |
| 2.0 i.e.           | 1995                | І4          | Атмосферний      | 116 (85)/5600               | 162/4000                      | 10,5                    | 190                      |            |            |
| 2.0 i.e.           | 1995                | І4          | Атмосферний      | 120 (88)/5250               | 165/3300                      | 9,9                     | 192                      |            |            |
| 2.0 i.e. 16V       | 1995                | І4          | Атмосферний      | 137 (101)/6000              | 180/4500                      | 10,1                    | 200                      |            |            |
| 2.0 Turbo i.e. KAT | 1995                | І4          | Turbo            | 150 (110)/5500              | 247/2750                      | 7,9                     | 210                      |            |            |
| 2.0 Turbo i.e.     | 1995                | І4          | Turbo            | 155 (114)/5250              | 235/2350                      | 7,8                     | 210                      |            |            |
| 2.5 V6             | 2492                | V6          | Атмосферний      | 159 (117)/5800              | 216/4500                      | 8,6                     | 211                      |            |            |
| 2.5 V6             | 2492                | V6          | Атмосферний      | 162 (119)/5800              | 213/4500                      | 8,6                     | 212                      |            |            |
| Дизельні:          |                     |             |                  |                             |                               |                         |                          |            |            |
| 1.9 TD i.d.        | 1929                | І4          | Turbo            | 90 (66)/4200                | 186/2500                      | 12,5                    | 180                      |            |            |
| 1.9 TD i.d.        | 1929                | І4          | Turbo            | 92 (69)/4200                | 196/2000                      | 12,7                    | 180                      |            |            |
| 1.9 TD i.d.        | 1929                | І4          | Turbo            | 94 (69)/4200                | 200/2000                      | 12,5                    | 180                      |            |            |
| 2.5 D              | 2499                | І4          | Атмосферний      | 75 (55)/4200                | 162/2200                      | 16,5                    | 165                      |            |            |
| 2.5 TD             | 2445                | І4          | Turbo            | 101 (74)/4100               | 217/2300                      | 11,9                    | 185                      |            |            |
| 2.5 TDE            | 2499                | І4          | Turbo            | 105 (77)/3900               | 225/2250                      | b.d.                    | b.d.                     |            |            |
| 2.5 TD             | 2499                | І4          | Turbo            | 116 (85)/3900               | 245/2200                      | 11,5                    | 195                      |            |            |
| 2.5 TD             | 2499                | І4          | Turbo            | 116 (85)/4100               | 245/2400                      | 11,5                    | 192                      |            |            |

### Цікаві факти
18 травня 2012 року на плацу школи поліцейських в Римі був споруджений скляний саркофаг, названий Teca Falcone, в якому знаходиться знищений від вибуху автомобіль Fiat Croma, як нагадування про трагедію з італійським магістратом (суддя та прокурор) Джованні Фальконе.

## Друге покоління

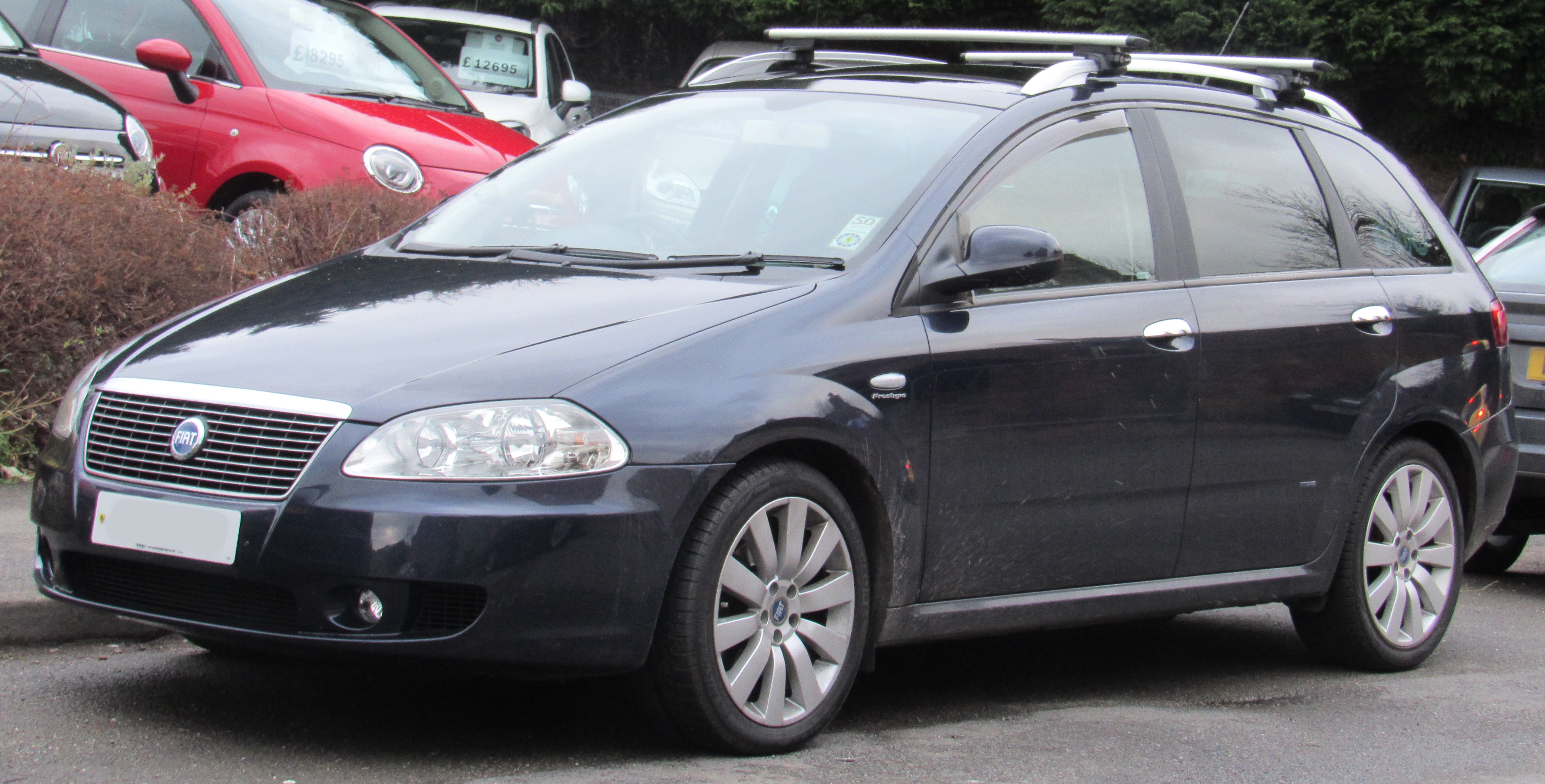
Fiat Croma ІІ

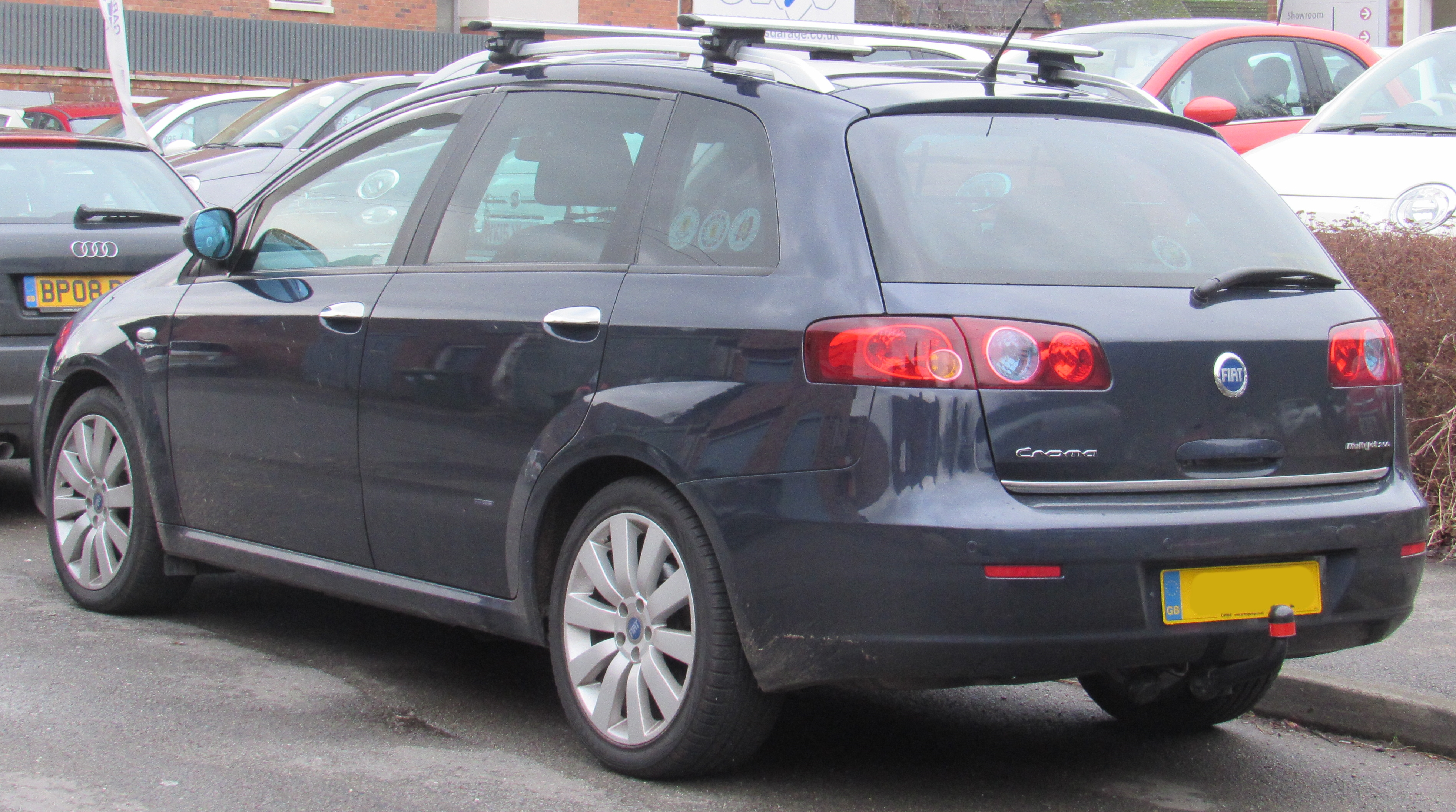

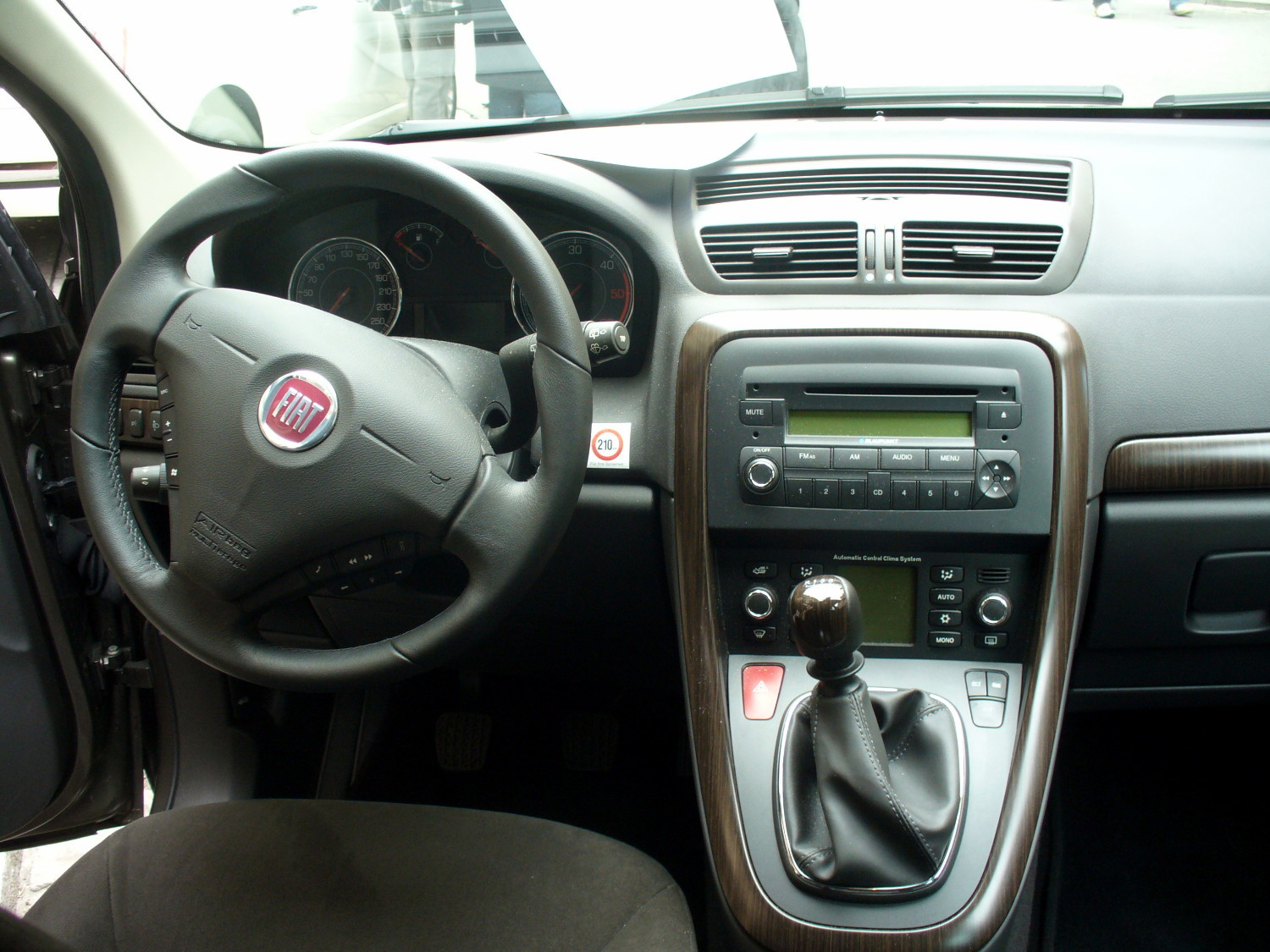

Через 10 років, на автосалоні в Женеві на початку березня 2005 року італійський концерн представив нове покоління моделі Croma в кузові універсал. Автомобіль збудовано на платформі GM Epsilon, що й Opel Vectra та Saab 9-3.
Випускали машину з 2005 по 2010 роки, проте в комерційному плані модель виявилася невдалою: замість бажаних 5-6 тис. машин на рік за весь час продали 1 368 машин.

### Двигуни
Бензинові : 
 1,8 l MPI 16V (140 к.с.) 
 2,2 l 16V (150 к.с.) 
 Дизельні : 
 1,9 l 8V (120 к.с.) 
 1,9 l 16V (150 к.с.) 
 2,4 l 20V (200 к.с.)